# Prêmio Laureus do Esporte Mundial de retorno do ano
O Prêmio Laureus do Esporte Mundial de retorno do ano é um prêmio anual que homenageia as realizações individuais de atletas ou equipes que fizeram um retorno histórico no mundo dos esportes. Foi concedido pela primeira vez em 2000 como um dos sete prêmios constituintes apresentados durante o Prêmio Laureus do Esporte Mundial. Os prêmios são apresentados pela Laureus Sport for Good Foundation, uma organização global envolvida em mais de 150 projetos de caridade apoiando cerca de 500 000 jovens. A primeira cerimônia foi realizada em 25 de maio de 2000 em Monte Carlo, na qual Nelson Mandela fez o discurso de abertura. Até a última edição, uma lista de seis indicados para o prêmio vinha de um painel composto pelos "principais editores, escritores e locutores esportivos do mundo". A Laureus World Sports Academy então seleciona o vencedor que é presenteado com uma estatueta Laureus, criada pela Cartier, na cerimônia de premiação anual realizada em vários locais ao redor do mundo. Os prêmios são considerados de alto prestígio e são frequentemente referidos como o equivalente esportivo de "Oscars".

## Lista de vencedores e nomeadas
| * | Indica que a nomeação ou o prêmio foi rescindido |

| Ano  | Imagem                    | Vencedor          | Nacionalidade        | Esporte             | Nomeados | Refs          |
| ---- | ------------------------- | ----------------- | -------------------- | ------------------- | --- | ------------- |
| 2000 | Lance Armstrong in 2001   | Lance Armstrong*  | Estados Unidos       | Ciclismo            | Andre Agassi – Tênis Ludmila Engquist – Atletismo | [ 9 ] [ 10 ]  |
| 2001 | Jennifer Capriati in 2004 | Jennifer Capriati | Estados Unidos       | Tênis               | Heike Drechsler – Atletismo Janica Kostelić – Esqui alpino Mario Lemieux – Hóquei no gelo Dara Torres – Natação                                                                | [ 11 ] [ 12 ] |
| 2002 | Goran Ivanisevic in 2004  | Goran Ivanišević  | Croácia              | Tênis               | John Daly – Golfe Michael Jordan – Basquetebol Bernhard Langer – Golfe Mario Lemieux – Hóquei no gelo                                                                          | [ 8 ] [ 13 ]  |
| 2003 | Ronaldo in 2005           | Ronaldo           | Brasil               | Futebol             | Janica Kostelić – Esqui alpino Hermann Maier – Esqui alpino Pete Sampras – Tênis Franziska van Almsick – Natação                                                               | [ 14 ] [ 15 ] |
| 2004 | Hermann Maier in 2006     | Hermann Maier     | Áustria              | Esqui alpino        | Fred Couples – Golfe Inge de Bruijn – Natação Peter Forsberg – Hóquei no gelo Martina Navratilova – Tênis Alessandro Zanardi – Automobilismo                                   | [ 16 ] [ 17 ] |
| 2005 | Alex Zanardi in 2007      | Alex Zanardi      | Itália               | Automobilismo       | John Daly – Golfe Seleção Inglesa de Críquete – Críquete Tadahiro Nomura – Judô Paula Radcliffe – Atletismo Shane Warne – Críquete                                             | [ 18 ] [ 19 ] |
| 2006 | Martina Hingis in 2006    | Martina Hingis    | Suíça                | Tênis               | Kajsa Bergqvist – Atletismo Kim Clijsters – Tênis Antoine Dénériaz – Esqui alpino Jonah Lomu – Rugby union Colin Montgomerie – Golfe                                           | [ 20 ] [ 21 ] |
| 2007 | Serena Williams in 2007   | Serena Williams   | Estados Unidos       | Tênis               | Drew Brees – Futebol americano Ben Curtis – Golfe Roy Jones Jr. – Boxe Miami Heat – Basquetebol Zinedine Zidane – Futebol                                                      | [ 22 ] [ 23 ] |
| 2008 | Paula Radcliffe in 2008   | Paula Radcliffe   | Reino Unido          | Atletismo           | Christine Ohuruogu – Atletismo Seleção Britânica de Rugby League – Rugby League Jana Rawlinson – Atletismo Steve Stricker – Golfe Jonny Wilkinson – Rugby union                | [ 24 ] [ 25 ] |
| 2009 | Vitali Klitschko in 2009  | Vitali Klitschko  | Ucrânia              | Boxe                | Anna Meares – Ciclismo Greg Norman – Golfe Matthias Steiner – Halterofilismo Maarten van der Weijden – Natação Tiger Woods – Golfe                                             | [ 26 ] [ 27 ] |
| 2010 | Kim Clijsters in 2010     | Kim Clijsters     | Bélgica              | Tênis               | Lance Armstrong* – Ciclismo Jessica Ennis – Atletismo Brett Favre – Futebol americano Blanka Vlašić – Atletismo Tom Watson – Golfe                                             | [ 28 ] [ 29 ] |
| 2011 | Valentino Rossi in 2010   | Valentino Rossi   | Itália               | Motociclismo        | Carolina Klüft – Atletismo Merlene Ottey – Atletismo Tyson Gay – Atletismo Justine Henin – Tênis Paula Creamer – Golfe                                                         | [ 30 ] [ 31 ] |
| 2012 | Darren Clarke in 2009     | Darren Clarke     | Reino Unido          | Golfe               | Crusaders – Rugby union Eric Abidal – Futebol Queensland Reds – Rugby union Liu Xiang – Atletismo Sergio García – Golfe                                                        | [ 32 ] [ 33 ] |
| 2013 | Felix Sanchez in 2013     | Félix Sánchez     | República Dominicana | Atletismo           | Anna Meares – Ciclismo Ernie Els – Golfe Equipe Europeia da Ryder Cup – Golfe Equipe Masculina de Remo da Alemanha – Remo Tirunesh Dibaba – Atletismo                          | [ 34 ] [ 35 ] |
| 2014 | Rafael Nadal in 2014      | Rafael Nadal      | Espanha              | Tênis               | Yelena Isinbayeva – Atletismo Oracle Team USA – Vela Tony Parker – Basquetebol Ronaldinho Gaúcho – Futebol Tiger Woods – Golfe                                                 | [ 36 ] [ 37 ] |
| 2015 | Schalk Burger in 2008     | Schalk Burger     | África do Sul        | Rugby union         | Francesco Acerbi – Futebol Diego Milito – Futebol Jo Pavey – Atletismo Pierre Vaultier – Snowboarding Oliver Wilson – Golfe                                                    | [ 38 ] [ 39 ] |
| 2016 | Dan Carter in 2011        | Dan Carter        | Nova Zelândia        | Rugby union         | Jessica Ennis-Hill – Atletismo Mick Fanning – Surfe Michael Phelps – Natação David Rudisha – Atletismo Lindsey Vonn – Esqui alpino                                             | [ 40 ] [ 41 ] |
| 2017 | Michael Phelps in 2017    | Michael Phelps    | Estados Unidos       | Natação             | Ruth Beitia – Atletismo Juan Martín del Potro – Tênis Fabienne St Louis – Triatlo Nick Skelton – Hipismo Aksel Lund Svindal – Esqui alpino                                     | [ 42 ] [ 43 ] |
| 2018 | Federer in 2016           | Roger Federer     | Suíça                | Tênis               | FC Barcelona – Futebol Justin Gatlin – Atletismo Sally Pearson – Atletismo Valentino Rossi – Motociclismo Chapecoense – Futebol                                                | [ 44 ] [ 45 ] |
| 2019 | Woods in 2018             | Tiger Woods       | Estados Unidos       | Golfe               | Vinesh Phogat – Luta livre olímpica Yuzuru Hanyu – Patinação artística no gelo Mark McMorris – Snowboarding Lindsey Vonn – Esqui alpino Bibian Mentel-Spee – Para-snowboarding | [ 46 ] [ 47 ] |
| 2020 | Flörsch in 2016           | Sophia Flörsch    | Alemanha             | Automobilismo       | Andy Murray – Tênis Christian Lealiifano – Rugby union Kawhi Leonard – Basquetebol Liverpool FC – Futebol Nathan Adrian – Natação                                              | [ 48 ] [ 49 ] |
| 2021 |                           | Maxence Parrot    | Canadá               | Snowboard           | Daniel Bard – Basebol Kento Momota – Badminton Alex Morgan – Futebol Mikaela Shiffrin – Esqui Alex Smith – Futebol americano                                                   | [ 50 ]        |
| 2022 |                           | Sky Brown         | Estados Unidos       | Skate               | Simone Biles – Ginástica Mark Cavendish – Ciclismo Tom Daley – Salto ornamental Marc Márquez – Motociclismo Annemiek van Vleuten – Ciclismo                                    | [ 51 ]        |
| 2023 |                           | Christian Eriksen | Dinamarca            | Futebol             | Annemiek van Vleuten – Ciclismo Francesco Bagnaia – Motociclismo Jakob Ingebrigtsen – Atletismo Klay Thompson – Basquetebol Tiger Woods – Golfe                                | [ 52 ]        |
| 2024 |                           | Simone Biles      | Estados Unidos       | Ginástica           | Katarina Johnson-Thompson – Atletismo Siya Kolisi – Rugby sevens Sébastien Haller — Futebol Jamal Murray – Basquetebol Markéta Vondroušová – Tênis                             | [ 53 ]        |
| 2025 |                           | Rebeca Andrade    | Brasil               | Ginástica artística | Caeleb Dressel () – Natação Lara Gut-Behrami () – Esqui alpino Marc Márquez () – Motociclismo Rishabh Pant () – Críquete Ariarne Titmus () – Natação pura                      | [ 54 ] [ 55 ] |